# Piwnice Wielkie
Piwnice Wielkie (deutsch Groß Piwnitz; 1938 bis 1945 Großalbrechtsort) ist ein Dorf in der Gmina Wielbark (Stadt- und Landgemeinde Willenberg) im Powiat Szczycieński (Kreis Ortelsburg) in der polnischen Woiwodschaft Ermland-Masuren.

## Geographische Lage
Das einstige Groß Piwnitz liegt im masurischen Seengebiet auf dem Baltischen Landrücken. Charakteristisch für die Landschaft in dieser Gegend sind zahlreiche Seen, Sümpfe, Teiche sowie Nadel- und Mischwälder.
Die Entfernung nach Wielbark (deutsch Willenberg) beträgt sechs Kilometer und nach Szczytno (Ortelsburg) 26 Kilometer.

## Geschichte

### Ortsgeschichte
Ursprünglich war diese Region von den heidnischen Prußen bewohnt. Seit 1243 gehörte das Gebiet dem Deutschordensstaat. Nach dem Zweiten Frieden von Thorn im Jahr 1466 kam die Region zu Herzogtum Preußen. Der Ort wurde vom Herzog Albrecht Friedrich mit der Gründungsurkunde vom 4. April 1571 begründet und wurde 1701 Teil des Königreichs Preußen und später der Provinz Ostpreußen. 
Groß Piwnitz gehörte von 1818 bis 1945 dem Landkreis Ortelsburg im Regierungsbezirk Königsberg (ab 1905: Regierungsbezirk Allenstein) an. Im Juli 1874 ist hier der Amtsbezirk Groß Piwnitz gebildet worden.
Am 1. Dezember 1910 zählte die Landgemeinde Groß Piwnitz 435 Einwohner.
Aufgrund der Bestimmungen des Versailler Vertrags stimmte die Bevölkerung im Abstimmungsgebiet Allenstein, zu dem Groß Piwnitz, am 11. Juli 1920 über die weitere staatliche Zugehörigkeit zu Ostpreußen (und damit zu Deutschland) oder den Anschluss an Polen ab. In Groß Piwnitz stimmten 325 Einwohner für den Verbleib bei Ostpreußen, auf Polen entfiel eine Stimmen.
Im Jahre 1933 waren in Groß Piwnitz 426 Einwohner registriert.
Am 3. Juni – amtlich bestätigt am 16. Juli – 1938 wurde Groß Piwnitz im Gedenken an Herzog Albrecht Friedrich und aus politisch-ideologischen Gründen der Abwehr fremdländisch klingender Ortsnamen in „Großalbrechtsort“ eingedeutscht. Die Einwohnerzahl belief sich 1939 noch auf 387.
Ende Januar 1945 wurde Großalbrechtsort von der Roten Armee eingenommen und der sowjetischen Kommandantur unterstellt. Nach Kriegsende kam das Dorf zu Polen und erhielt am 12. November 1946 die polnische Namensform „Piwnice Wielkie“. Heute ist das Dorf eine Ortschaft und Sitz eines Schulzenamtes (polnisch Sołectwo) der Gmina Wielbark im Powiat Szczycieński, von 1975 bis 1998 der Woiwodschaft Olsztyn, seither der Woiwodschaft Ermland-Masuren zugehörig. Die Einwohnerzahl im Jahre 2011 belief sich auf 163.

### Amtsbezirk Groß Piwnitz/Großalbrechtsort (1874–1945)
Der Amtsbezirk Groß Piwnitz wurde anfangs von acht Dörfern gebildet. Am Ende waren es im Amtsbezirk Großalbrechtsort noch sieben:
| Deutscher Name                  | Geänderter Name 1938 bis 1945 | Polnischer Name  | Bemerkungen                      |
| ------------------------------- | ----------------------------- | ---------------- | -------------------------------- |
| Baranowen                       | Neufließ                      | Baranowo         |                                  |
| Czenczel                        | (ab 1928:) Rodefeld           | Ścięciel         |                                  |
| Flammberg (bis 1904 Opalenietz) |                               | Opaleniec        |                                  |
| Groß Piwnitz                    | Großalbrechtsort              | Piwnice Wielkie  |                                  |
| Montwitz                        |                               | Mącice           |                                  |
| Rohrdorf (bis 1877 Trzianken)   |                               | Trzcianka        |                                  |
| Wolka                           | Georgsheide                   | Wólka Wielbarska | 1936 nach Rohrdorf eingegliedert |
| Wyseggen                        | Grünlanden                    | Wyżegi           |                                  |

Am 1. Januar 1945 bildeten die Orte Flammberg, Großalbrechtsort, Grünlanden, Montwitz, Neufließ, Rodefeld und Rohrdorf den Amtsbezirk Großalbrechtsort.

## Kirche
Kirchlich war Groß Piwnitz resp. Großalbrechtsort bis 1945 zur Stadt Willenberg hin orientiert: zur evangelischen Kirche Willenberg innerhalb der Kirchenprovinz Ostpreußen der Kirche der Altpreußischen Union und zur dortigen römisch-katholischen Pfarrkirche im damaligen Bistum Ermland.
Der Bezug zur jetzt Wielbark genannten und nun im Erzbistum Ermland gelegenen Stadt ist für die katholischen Einwohner von Piwnice Wielkie geblieben. Die evangelischen Kirchenglieder gehören jetzt zur Pfarrei in Szczytno in der Diözese Masuren der Evangelisch-Augsburgischen Kirche in Polen.

## Schule
Vor 1945 gab es in Groß Piwnitz/Großalbrechtsort eine zweiklassige Volksschule.

## Verkehr
Piwnice Wielkie liegt an der verkehrsreichen masurisch-masowischen Nord-Süd-Verbindung der Landesstraße 57 (einstige deutsche Reichsstraße 128) die heute von Bartoszyce (Bartenstein) bis vor die Tore der Stadt Pułtusk führt. Kleinere Nebenstraßen verbinden den Ort mit Nachbardörfern. 

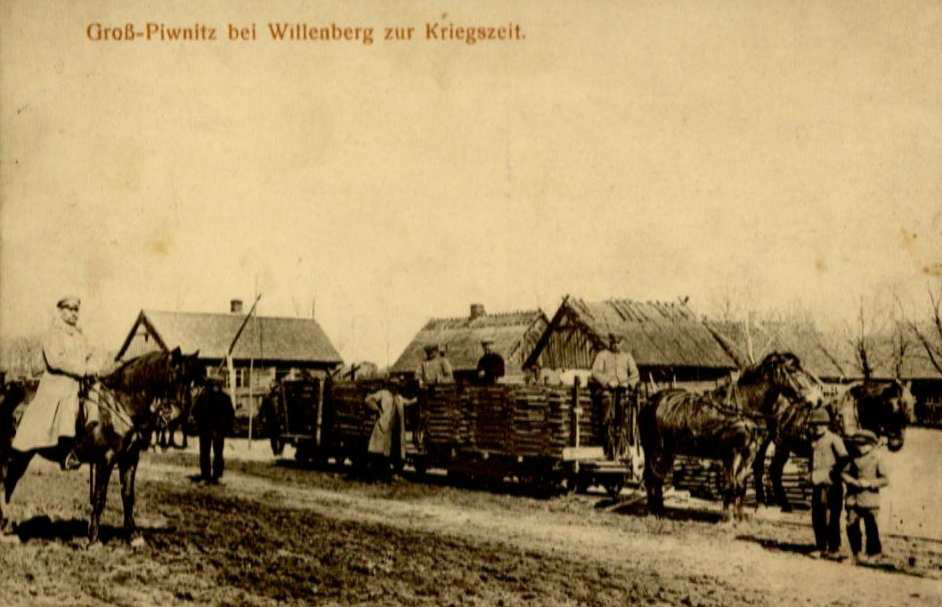
Bau der Feldbahn bei Groß-Piwnitz im Ersten Weltkrieg

Während des Ersten Weltkriegs gab es den Bahnhof Piwnitz der Feldbahn Wielbark–Ostrołęka in Piwnice Wielkie. Eine Anbindung an den Bahnverkehr besteht heute nicht mehr.

## Persönlichkeiten
- Herbert Somplatzki (* 19. Dezember 1934), deutscher Schriftsteller